# René Courtier
Pour les articles homonymes, voir Courtier (homonymie).
René Bernard Courtier est un homme politique français né le 29 mars 1878 à Gesvres-le-Chapitre (Seine-et-Marne) et mort le 14 février 1949 à Marcilly (Seine-et-Marne).

## Biographie
Maire de Gesvres-le-Chapitre en 1919, il est élu sénateur en 1935. Il siège parmi les non inscrits. Bien que n'ayant pas participé au vote des pleins pouvoirs au Maréchal Pétain, il accepte de siéger au Conseil national de Vichy. 

## Sources
- Ressource relative à la vie publique :   - Sénat
- « René Courtier », dans le Dictionnaire des parlementaires français (1889-1940), sous la direction de Jean Jolly, PUF, 1960 [détail de l’édition]